# ウビフ人
ウビフ人（ウビフじん、ウビフ語: t°axəɬapq, tʷɜχɨɬɜpq [t͡pɜχɨɬɜpq]; アブハズ語: Аублаа / Аубыхцәа, Awyblaa / Awybyxtchwa アディゲ語: Убыххэр, Wybyxxer; ロシア語: Убыхи; トルコ語:  Ubıhlar / Vubıhlar）とは、トルコ西部に居住するチェルケス人の一派である。

## 概要

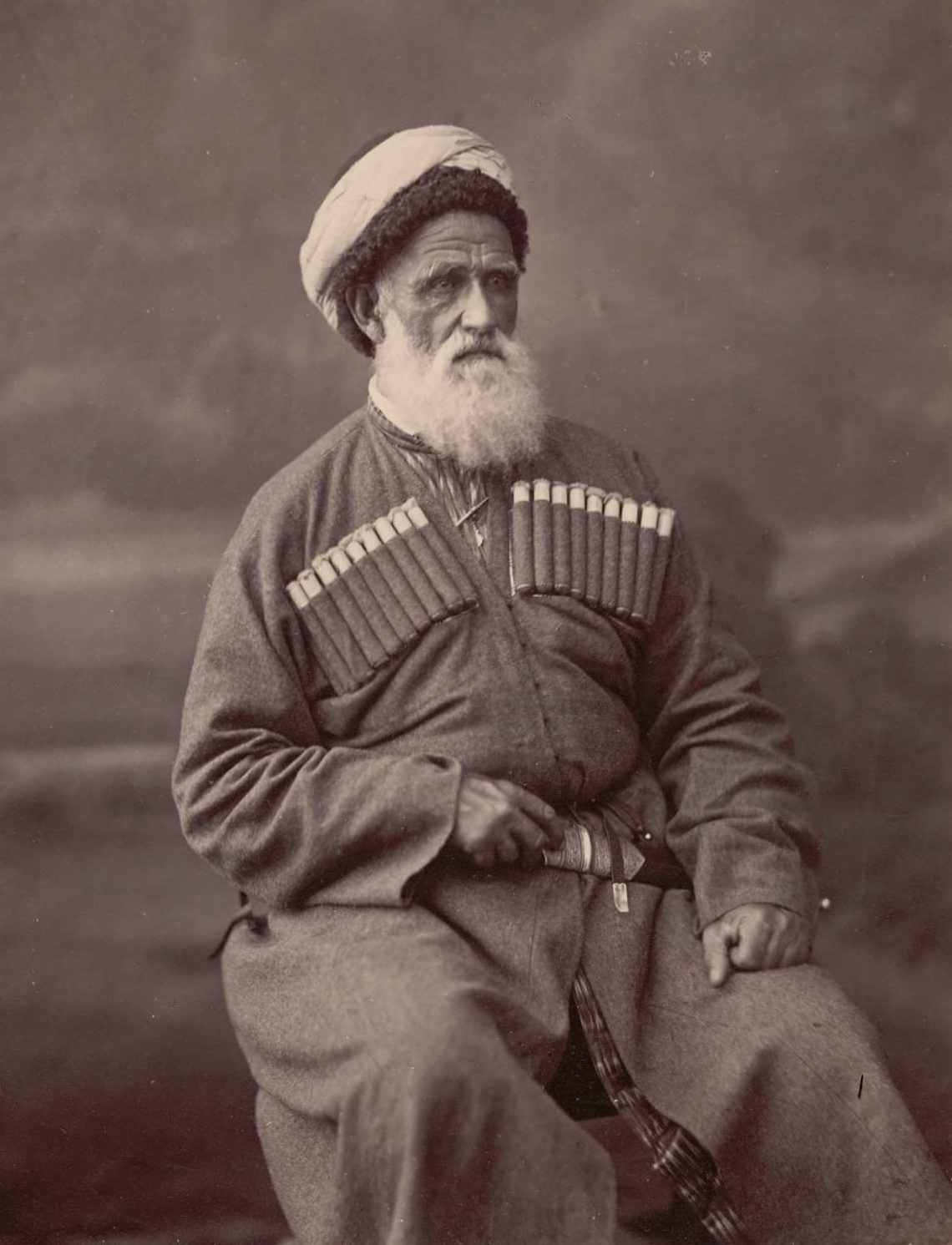
ウビヒアの最後の王子Gerandiqo Berzeg

アディゲ人（チェルケス人）の12の氏族の一つである。
かつては北西コーカサス語族（アブハズ・アディゲ諸語）の言語の一つであるウビフ語を話していたが、1992年10月7日に最後の話者であるテヴフィク・エセンチが死去したことで、母語話者が誰もいなくなり、ウビフ語は死語となった。
ウビフ人は、元々黒海北部沿岸のソチの付近に住んでいたが、1864年に起きたロシアとのコーカサス戦争で敗戦後に故地を追われた。生き残ったウビフ人は主にトルコでチェルケス人としてディアスポラを形成している。